# Amarok
För andra betydelser, se Amarok (olika betydelser).
Amarok är ett datorprogram, en musikspelare utvecklad för det grafiska användargränssnittet KDE. Den förpackas dock inte ihop med KDE. Programmet är licensierat enligt GPL-2.0-or-later. Ordet Amarok betyder varg på inuktitut.
Den 10 december 2008 släpptes efter två års utveckling version 2 av Amarok. Denna version bygger på det nya KDE 4-ramverket.
Versioner för Microsoft Windows och Apples OS X finns tillgängliga, men tillhandahålls helt utan support.

## Egenskaper
- Omslagsbilder laddas ned från amazon.com
- Sångtexter laddas ned från lyrc.com.ar
- Information om enskilda artister från engelskspråkiga Wikipedia
- Kan arbeta med databaserna SQLite3 eller MySQL.
- Egna spellistor
- Möjlighet att bränna musik-cd med k3b
- Stöd för Ipod
- Håller reda på användarens favoriter
- Kan rekommendera liknande artister och låtar
- Har inbyggt stöd för webbtjänsten Last.fm som rekommenderar liknande låtar[4]
- Har inbyggt stöd för webbtjänsten shoutcast.com med sökning på genre.
- Enligt amarok.kde.org har spelaren stöd för fler än 40 språk[5]